# Dietmar Görlitz
Dietmar Görlitz (* 4. Juli 1937 in Preußisch Eylau) ist ein Psychologe und Professor i. R. für Entwicklungspsychologie an der Technischen Universität Berlin.

## Leben und Wirken
Am 4. Juli 1937 als Sohn des Juristen Paul Görlitz und dessen Ehefrau Charlotte in Preußisch Eylau/Ostpreußen geboren, nach mehrfachem Schulwechsel Schulbesuch und Abitur in Bremen, danach Praktika in der Wirtschaft, Vorbereitung Volkswirtschaftsstudium in Mannheim, Wechsel auf Medizin und Psychologie an der Universität Heidelberg, Mitarbeit am dortigen Psychologischen Institut (Rudert, Kirchhoff, Pongratz, für Nebenfach Philosophie Löwith und Gadamer), Diplom Psychologie 1962, danach als Diplom-Psychologe an der Erziehungsberatungsstellen der Stadt Ludwigshafen/Rhein und des Psychologischen Instituts der Universität Heidelberg tätig. Seit 1963 verheiratet mit Brigitte Frey aus Eberbach am Neckar, zwei Kinder (als Jurist und als Ärztin tätig).
Ab 1963 Mitarbeit am Psychologischen Institut der Technischen Universität Berlin, fachlich für Allgemeine und Kommunikations-(Ausdrucks-)psychologie, 1970 Promotion an der dortigen Philosophischen Fakultät, Beteiligung am Aufbau einer Klinischen Abteilung am selben Institut, über eine Assistenzprofessur 1971 an der TUB ergänzender Wechsel auf Sozialpsychologie, ab 1973 freigestellt für Forschungsarbeiten an der Universität Heidelberg, dann an der University of California, Los Angeles, Ruf auf eine Professur für Entwicklungspsychologie an der Technischen Universität Berlin, 1975 Rufannahme und Tätigkeit seitdem dort, im Herbst 2002 Versetzung in den Ruhestand als Universitätsprofessor. 1985 Habilitation an der Freien Universität Berlin für Kulturpsychologie – aus Sozial- und Entwicklungspsychologie (Kommission Rülcker, Rauh, H.Heckhausen, Paul B.Baltes), seitdem parallel Lehrtätigkeit dort, bis 1972.
Von 2004 bis 2009 anwendungsorientiert beim Aufbau eines Generationenkollegs als institutioneller Rahmen für Generationsforschung im handwerklich-beruflichen Bereich tätig, ein von nexus mit dem ZTG der TUB und der Robert Bosch Stiftung in Kooperation mit dem Zentralverband des Deutschen Handwerks gefördertes Projekt, betreut von nexus und dem Zentrum Technik und Gesellschaft der TUB. Eine zunehmende Sehbehinderung in den Nachberufsjahren ließ auf die Gestaltung nicht-fachlicher Texte aus Kultur und Dichtung wechseln, Ausarbeitungen, die nicht veröffentlicht im Familienbesitz verbleiben.

## Publikationen
- Görlitz, Dietmar (1972). Ergebnisse und Probleme der ausdruckspsychologischen Sprechstimmforschung. Meisenheim am Glan: Anton Hain.

- Görlitz, Dietmar (Ed.). (1980). Perspectives on attribution research and theory. The Bielefeld symposium. Cambridge, Mass.: Ballinger (Harper & Row).

- Fietkau, Hans-Joachim, und Görlitz, Dietmar (Hrsg.) (1981). Umwelt und Alltag in der Psychologie. Weinheim: Beltz,

- Görlitz, Dietmar (Hrsg.). (1983). Kindliche Erklärungsmuster. Entwicklungspsychologische Beiträge zur Attributionsforschung. Weinheim-Basel: Beltz.

- Görlitz, Dietmar, & Wohlwill, Joachim F. (Eds.). (1987). Curiosity, imagination, and play. On the development of spontaneous cognitive and motivational processes. Hillsdale, New Jersey: Lawrence Erlbaum.

- Görlitz, Dietmar (1990).Wenn Psychologen Bilder sehen. In Ulrich Kleiner (Hrsg.): Verwalten ist Gestalten – Festschrift für Armin Danco (S. 307–318). (Gedruckt mit Unterstützung der Fritz Thyssen Stiftung Köln). Düsseldorf: Triltsch.

- Görlitz, Dietmar, Harloff, Hans-Joachim, Mey, Günter, & Valsiner, Jaan (Eds.). (1998). Children, cities, and psychological theories – Developing relationships. Berlin-New York: de Gruyter.

- Görlitz, Dietmar (2008). Ganzheitspsychologie in Heidelberg.In Rainer Diriwaechter & Jaan Valsiner (Eds.),  Striving for the whole. Creating theoretical syntheses (pp. 59–87). New Brunswik – London: Transaction Publ.

- Görlitz, Dietmar (2011). Ausbildungspatenschaften. Theoretische Erklärungs-modelle als ein Beitrag der Entwicklungs- und Sozialpsychologie. (Mit Kathrin Najasek). In Christine von Blanckenburg und Hans-Liudger Dienel (Hrsg.), Alt und Jung im Handwerk. Ausbildungspaten und intergenerationelle Verantwortung als Erfolgsfaktor für die berufliche Praxis (S. 17–35). Stuttgart: Franz Steiner.